# Трансцендентные этюды
«Трансцендентные этюды» (фр. Études d'execution transcendante), S.139 — цикл из 12 фортепианных произведений, написанный Ференцем Листом в 1852 году.

## История

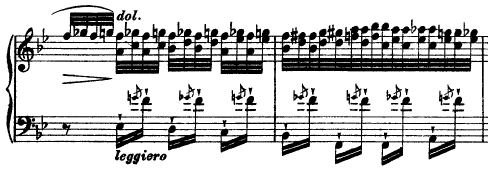
Двойные ноты в Трансцендентном этюде № 5

Работа над трансцендентными этюдами была начата в 1826 году, когда 15-летний Ференц Лист написал относительно лёгкие в техническом отношении «Этюды в 12 упражнениях» (Étude en douze exercices, S. 136). Позже Лист значительно усложнил эти пьесы и дал им название «12 больших этюдов» (Douze Grandes Études, S. 137). Эти этюды были опубликованы в 1837 году.
«Трансцендентные этюды» S. 139 являются переработанной версией «12 больших этюдов». Как третья и окончательная версия, она была опубликована в 1852 году и посвящена Карлу Черни, учителю композитора и автору большого количества фортепианных этюдов. По сравнению с предыдущей версией, большинство этюдов были несколько упрощены и сокращены, в частности, были устранены интервалы больше децимы, что сделало этюды более доступными для пианистов с небольшими руками.
Лист дал названия всем этюдам, кроме № 2 и № 10. Позже композитор Ферруччо Бузони предложил названия для этих этюдов — Fusées («Ракеты») и Appassionata соответственно, однако эти названия не стали широко известны. Музыкальный издатель G. Henle Verlag назвал эти пьесы по их темпу: Molto vivace и Allegro agitato molto.
Первоначальная идея Листа состояла в том, чтобы написать 24 этюда, по одному в каждой из 24 мажорных и минорных тональностей. Он реализовал только половину этого проекта. В 1897—1905 годах русский композитор Сергей Ляпунов написал цикл трансцендентных этюдов (Études d’exécution transcendante, соч. 11) в тональностях, которые Лист не использовал. Последний этюд имеет название «Элегия памяти Ференца Листа» (Élégie en mémoire de Franz Liszt).
Очень немногие пианисты записали этюды версии 1837 года, и ещё меньше исполнили цикл этюдов 1826 года. Лесли Ховард ― единственный пианист, записавший все три цикла.

## Список этюдов
- Этюд № 1 «Прелюдия» («Preludio») — до мажор;
- Этюд № 2 без названия — ля минор;
- Этюд № 3 «Пейзаж» («Paysage») — фа мажор;
- Этюд № 4 «Мазепа» («Mazeppa») — ре минор;
- Этюд № 5 «Блуждающие огни» («Feux Follets») — си-бемоль мажор;
- Этюд № 6 «Видение» («Vision») — соль минор;
- Этюд № 7 «Героика» («Eroica») — ми-бемоль мажор;
- Этюд № 8 «Дикая охота» («Wilde Jagd») — до минор;
- Этюд № 9 «Воспоминание» («Ricordanza») — ля-бемоль мажор;
- Этюд № 10 без названия — фа минор;
- Этюд № 11 «Вечерние гармонии» («Harmonies du Soir») — ре-бемоль мажор;
- Этюд № 12 «Метель» («Chasse-neige») — си-бемоль минор

|  |  |
|  |  |
|  |  |
|  |  |
|  |  |
|  |  |

## Другие работы с похожим названием
- Сергей Ляпунов: Трансцендентные этюды, соч. 11 (1897—1905)
- Кайхосру Сорабджи: 100 трансцендентных этюдов (1940-44)
- Брайан Фернихоу: Трансцендентные этюды для меццо-сопрано и камерного ансамбля (1982-85)